# Andorra en los Juegos Olímpicos de Seúl 1988
Andorra estuvo representada en los Juegos Olímpicos de Seúl 1988 por un total de 3 deportistas que compitieron en 2 deportes.  
El equipo olímpico andorrano no obtuvo ninguna medalla en estos Juegos.